# الملعب الفيستفالي
الملعب الفيستفالي (بالألمانية: Westfalenstadion) هو ملعب كرة قدم يقع في مدينة دورتموند الألمانية في شمال الراين-وستفاليا، يُعرف حالياً باسم سيغنال إيدونا بارك (بالألمانية: Signal Iduna Park)، حيث سمي بهذا الاسم بسبب رعاية مجموعة سيغنال إيدونا للملعب، وسيبقى الملعب محتفظاً بهذا الاسم لغاية 2031. ويسع الملعب لجلوس 81,365 متفرج في مباريات الدوري الألماني لكرة القدم، بينما في المباريات الدولية فإنه يتسع لجلوس 66,099 متفرج. 
يعتبر الملعب الرسمي الذي يخوض فيه نادي بوروسيا دورتموند مبارياته. تم افتتاح الملعب في 2 أبريل 1974 ثم تم تجديده 4 مرات في 1992، 1995، 2002، و 2006. وهو واحد من الملاعب كرة القدم الأكثر شهرة في أوروبا، وانتخب أفضل ملعب لكرة القدم من قبل صحيفة التايمز. و يعود سبب تسميته إلى مقاطعة البيروسية السابقة وستفاليا.

أقيمت العديد البطولات المهمة في ملعب فيستفالن، مثل كأس العالم لكرة القدم 1974، كأس العالم لكرة القدم 2006 و بطولة أمم أوروبا 2024 ، كما استضاف نهائي كأس الاتحاد الأوروبي لعام 2001. وقد لعبت هناك مباريات ودية وطنية مختلفة وتصفيات العالمية والأوروبية، وكذلك مباريات في مسابقات الأندية الأوروبية.

## مباريات كأس العالم في الملعب الفيستفالي

### كأس العالم 1974
| التاريخ       | الفريق الأول | النتيجة | الفريق الثاني | الجولة                        | الحضور |
| ------------- | ------------ | ------- | ------------- | ----------------------------- | ------ |
| 14 يونيو 1974 | إسكتلندا     | 2–0     | زائير         | الدور الأول، المجموعة الثانية | 25,000 |
| 19 يونيو 1974 | هولندا       | 0–0     | تشيلي         | الدور الأول، المجموعة الثالثة | 53,700 |
| 23 يونيو 1974 | هولندا       | 4–1     | بلغاريا       | الدور الأول، المجموعة الثالثة | 52,100 |
| 3 يوليو 1974  | هولندا       | 2–0     | البرازيل      | الدور الثاني، المجموعة الأولى | 52,500 |

### كأس العالم 2006
| التاريخ       | الفريق الأول     | النتيجة           | الفريق الثاني | الجولة                          | الحضور |
| ------------- | ---------------- | ----------------- | ------------- | ------------------------------- | ------ |
| 10 يونيو 2006 | ترينيداد وتوباغو | 0–0               | السويد        | دور المجموعات، المجموعة الثانية | 62,959 |
| 14 يونيو 2006 | ألمانيا          | 1–0               | بولندا        | دور المجموعات، المجموعة الأولى  | 65,000 |
| 19 يونيو 2006 | توغو             | 0–2               | سويسرا        | دور المجموعات، المجموعة السابعة | 65,000 |
| 22 يونيو 2006 | اليابان          | 1–4               | البرازيل      | دور المجموعات، المجموعة السادسة | 65,000 |
| 27 يونيو 2006 | البرازيل         | 3–0               | غانا          | دور الـ16                       | 65,000 |
| 4 يوليو 2006  | ألمانيا          | 0–2 (بعد التمديد) | إيطاليا       | نصف النهائي                     | 65,000 |

## معرض الصور

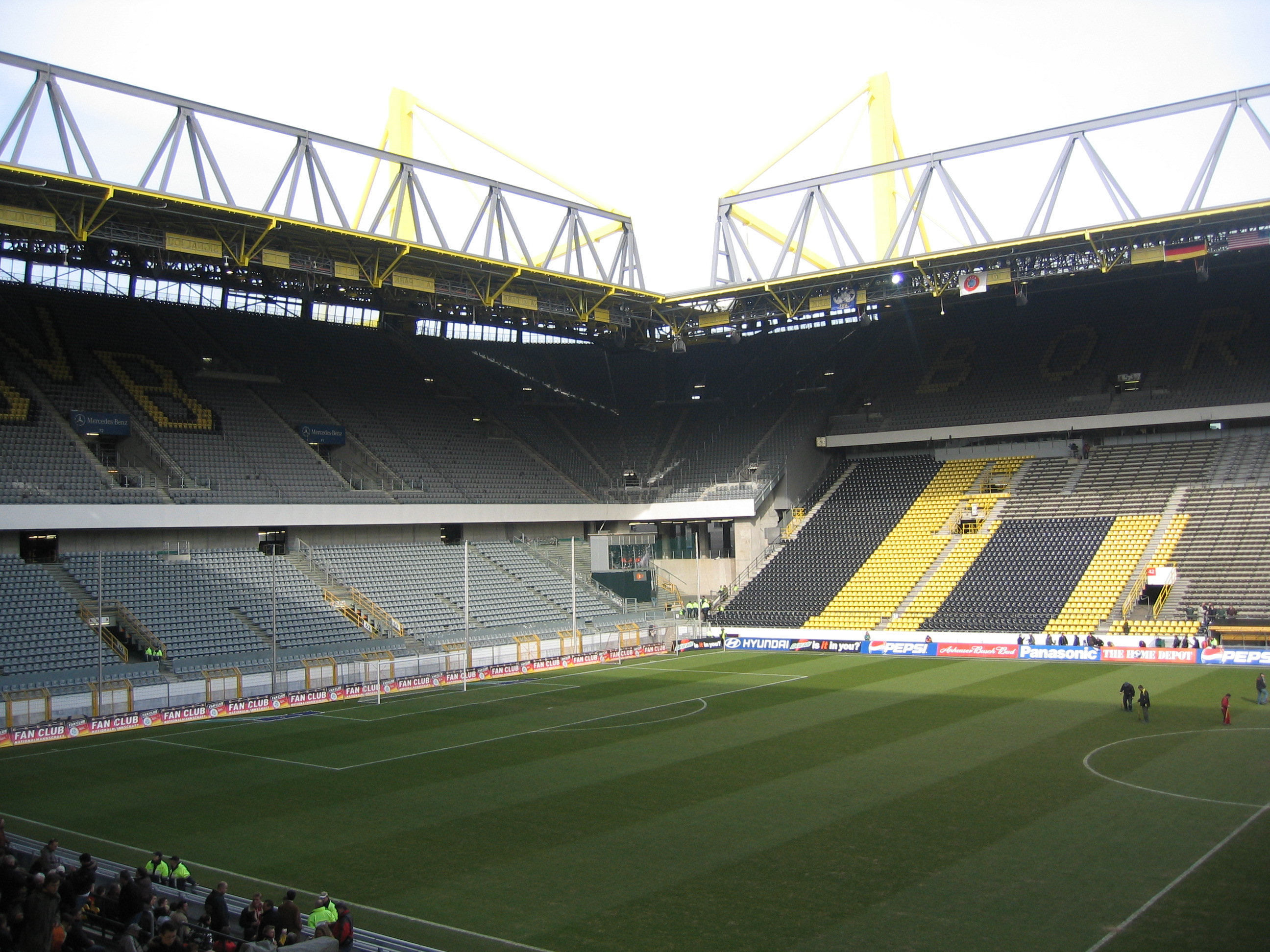
الملعب من الداخل
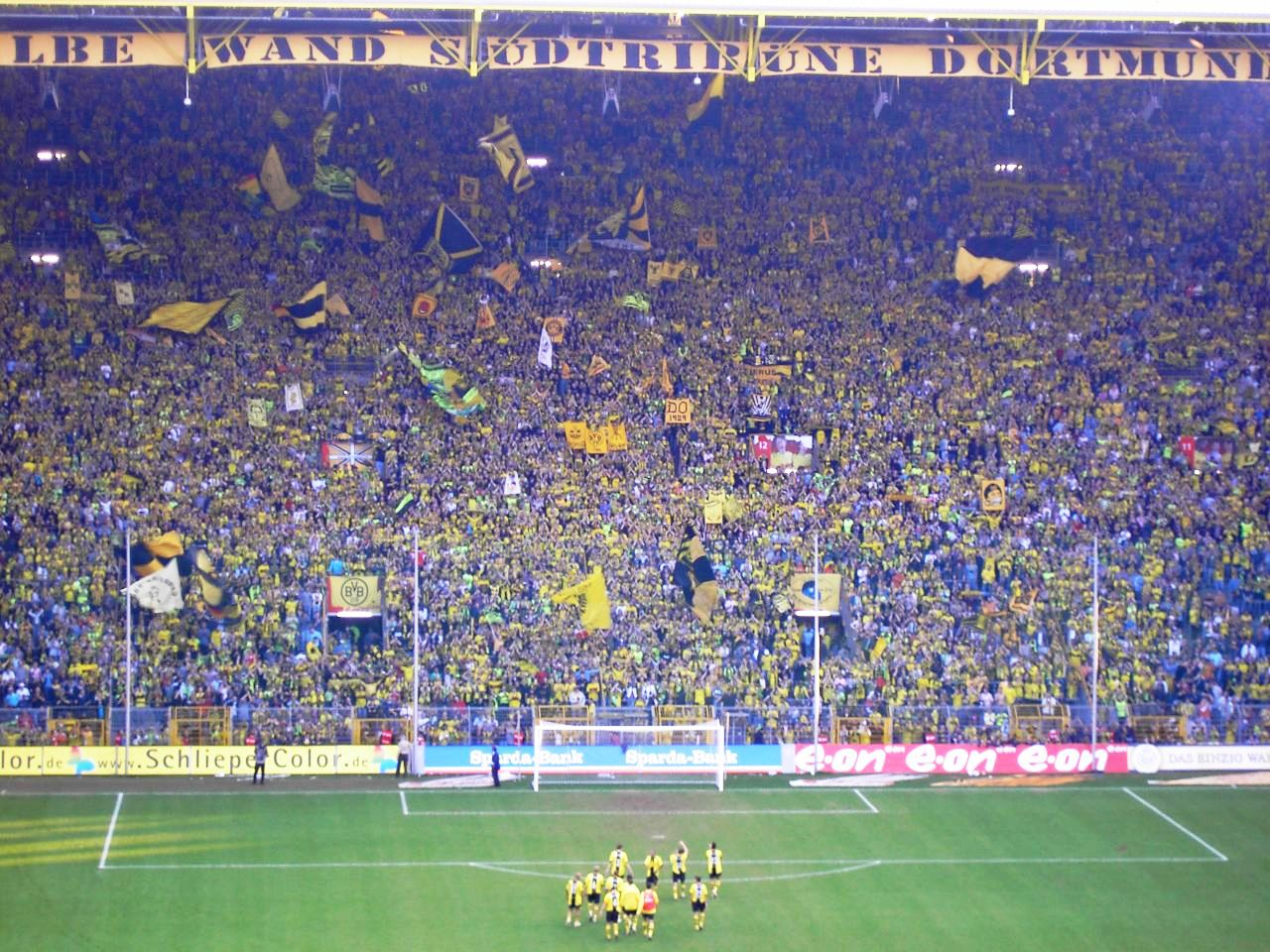
المدرج الجنوبي المعروف باسم "المعبد" ويعتبر أكبر مدرج للجماهير في أوروبا
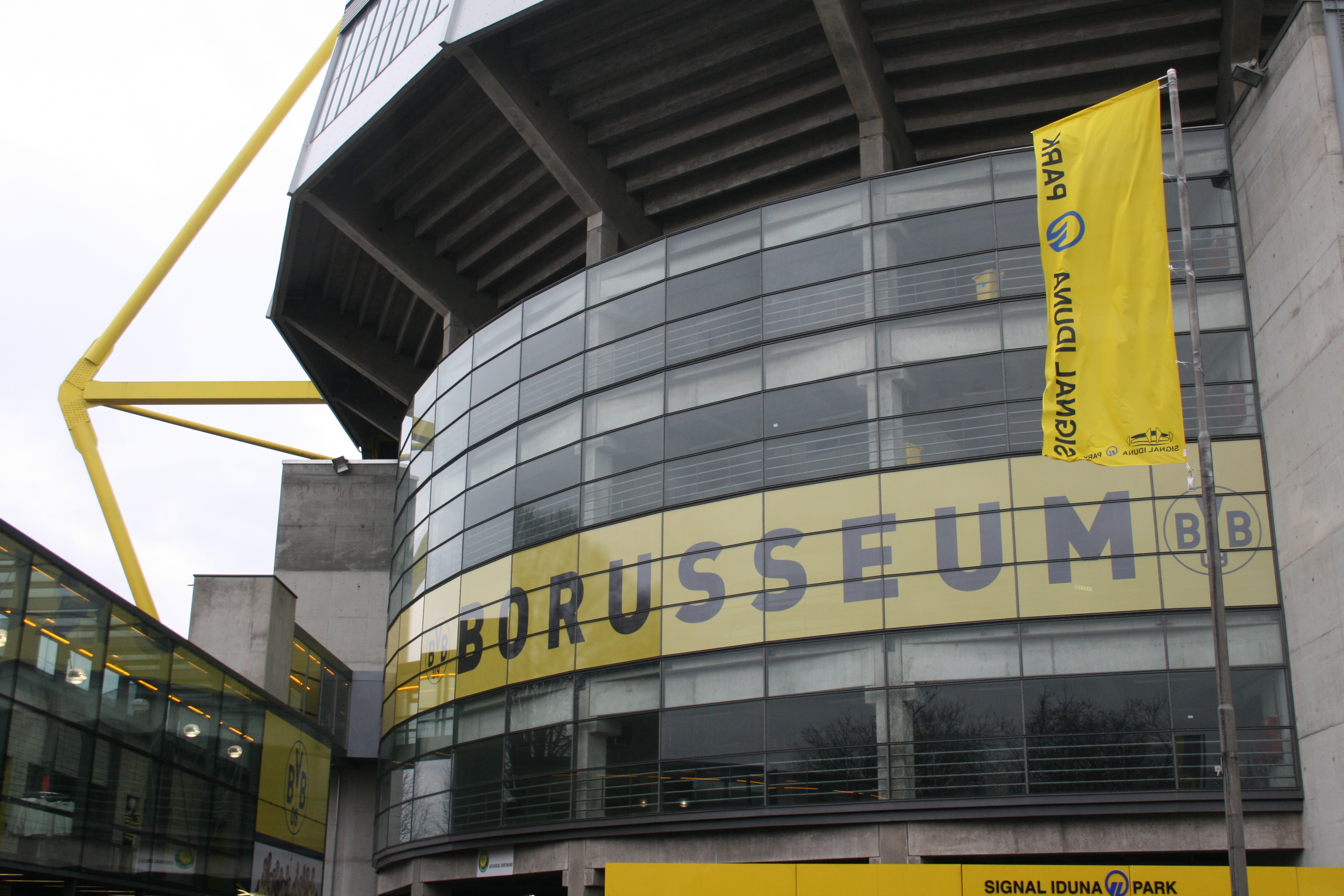
"البوروسيوم" وهو المتحف الخاص ببوروسيا دورتموند
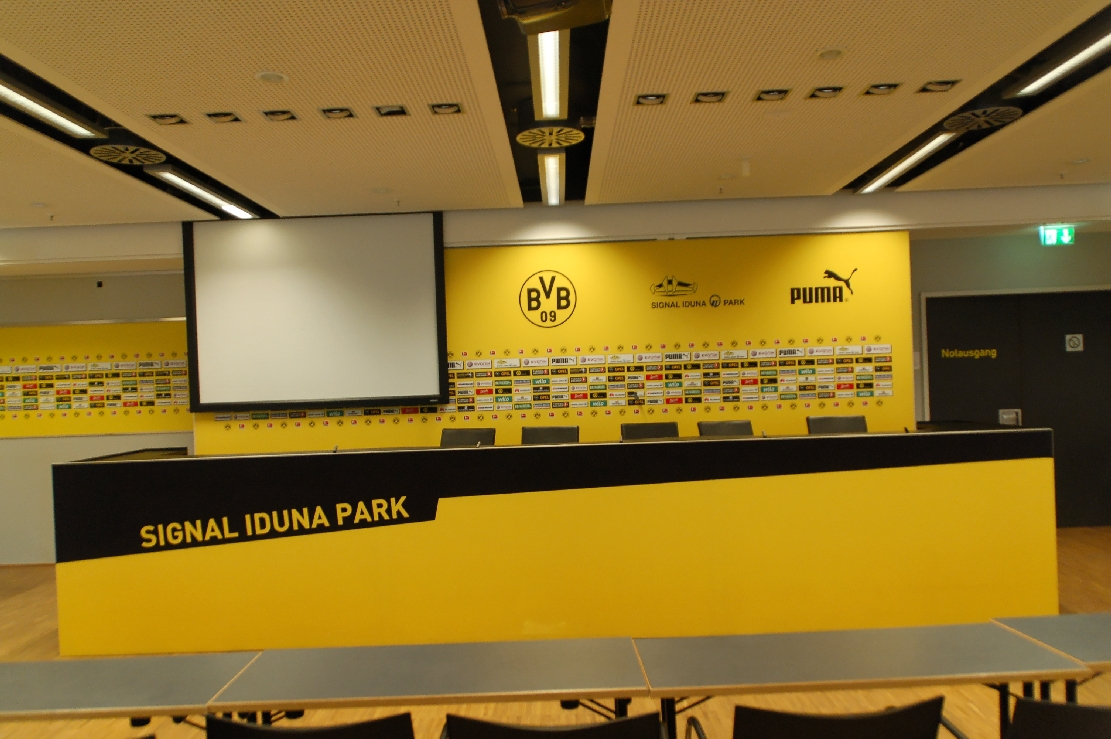
قاعة المؤتمرات الصحفية
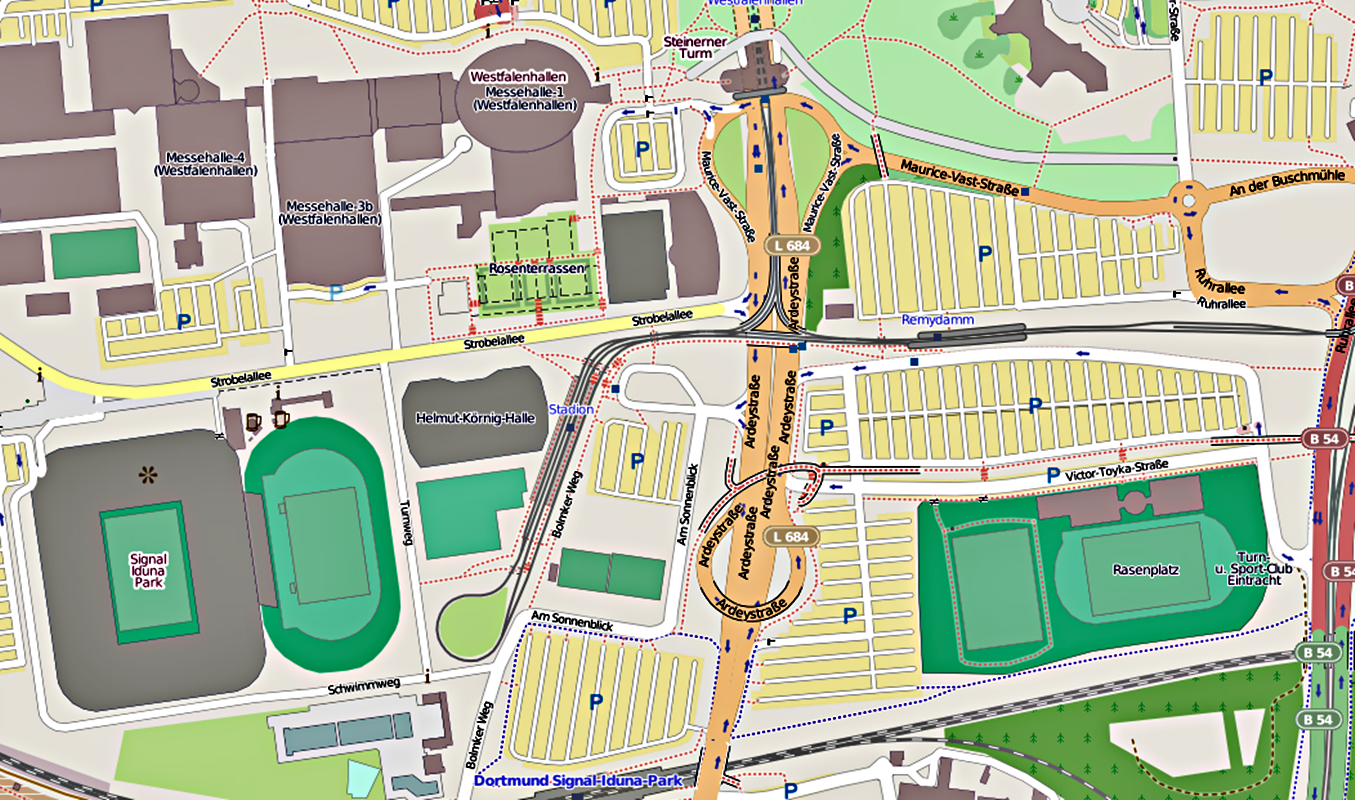
خريطة مدينة دورتموند والتي توضح موقع الملعب
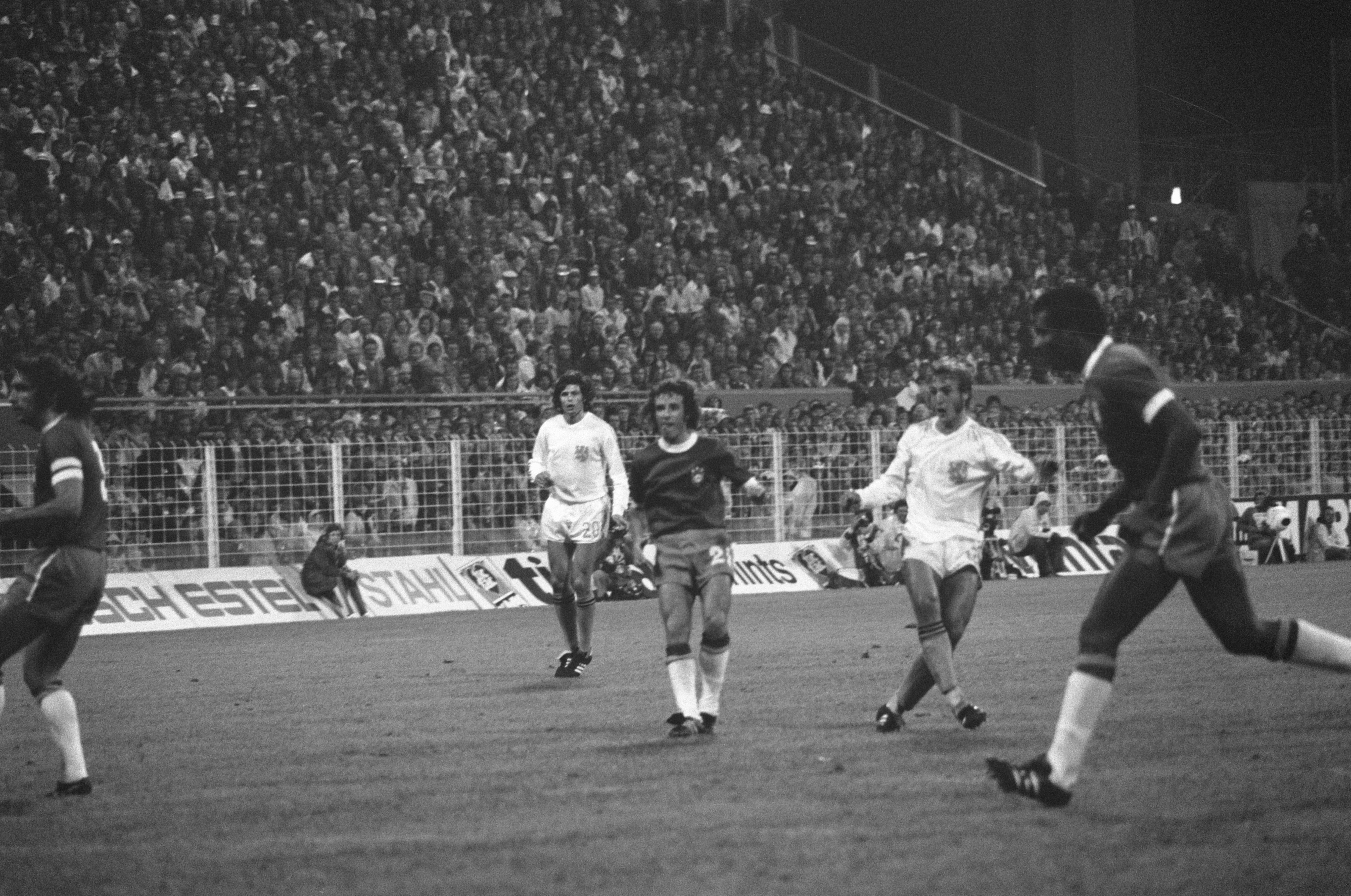
مباراة بين هولندا والبرازيل ضمن منافسات كأس العالم 1974
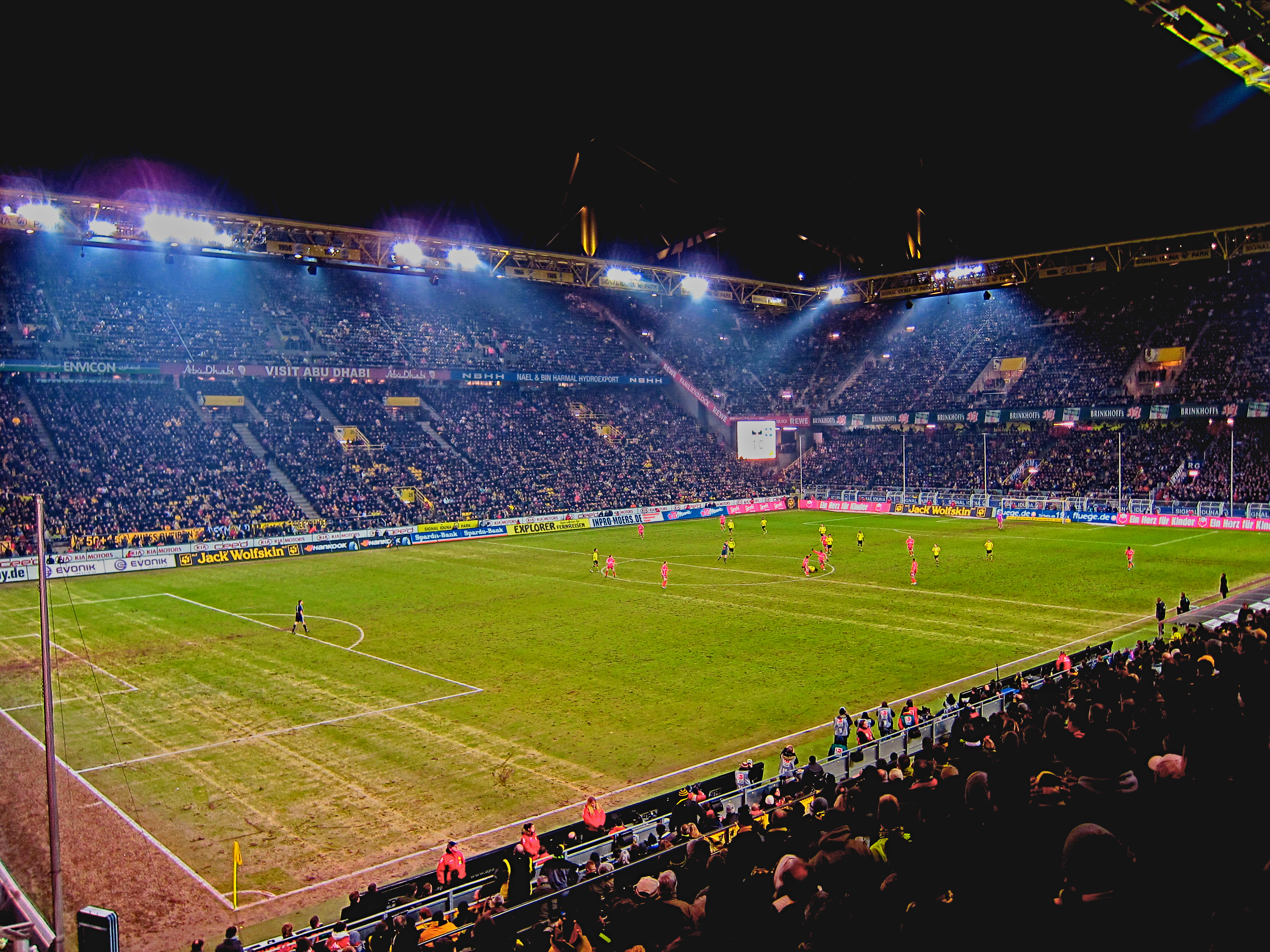
مباراة بين بوروسيا دورتموند وهامبورغ ضمن منافسات الدوري الألماني عام 2010
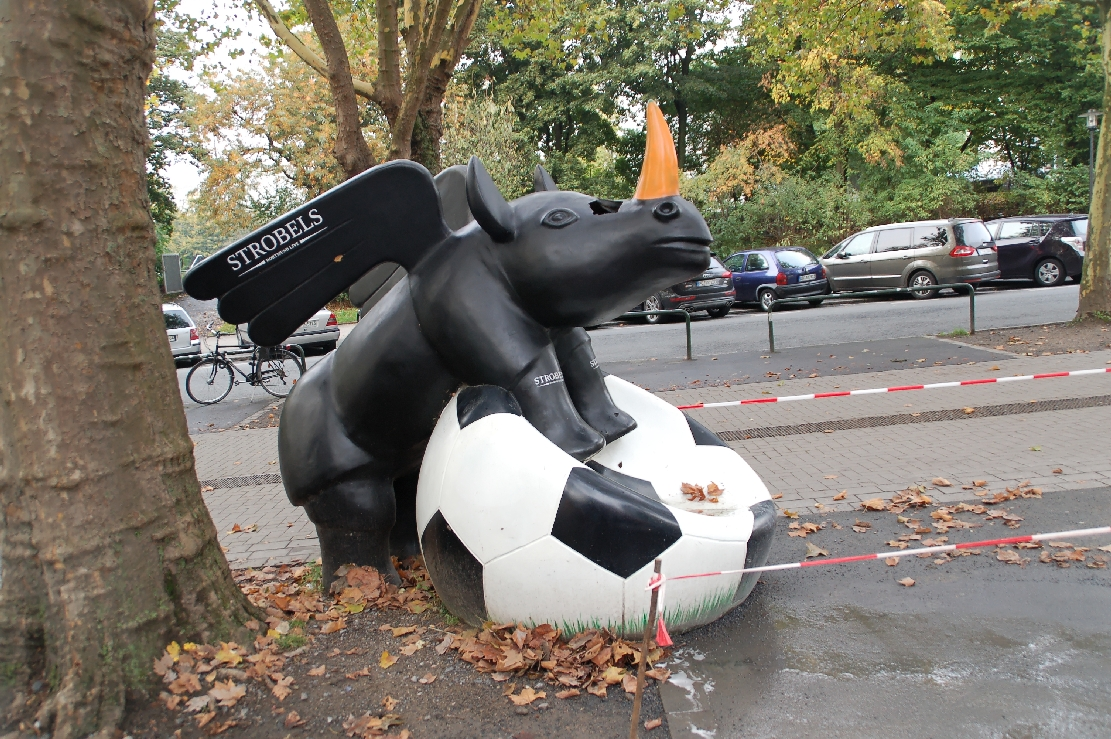